# Shleep
Shleep è un album di rock progressivo del cantante e polistrumentista inglese Robert Wyatt, pubblicato nel 1997. Pone fine a un silenzio artistico che durava da alcuni anni, interrotto da sporadiche apparizioni in album di altri musicisti, e segna l'uscita dall'isolamento in cui Wyatt si era chiuso dopo le incisioni degli anni settanta, che lo aveva portato a realizzare buona parte dei suoi lavori suonando da solo.
(Robert Wyatt, in un'intervista a Ondarock in occasione dell'uscita di Shleep, commenta il suo ritorno alle registrazioni con una band)
Il musicista viene accompagnato nel suo sforzo da un cast d'eccezione in cui fanno spicco, tra gli altri, gli ex Roxy Music Brian Eno e Phil Manzanera, Paul Weller, già nei Jam e negli Style Council, e Annie Whitehead. L'album risveglia l'interesse nei confronti di Wyatt da parte dei critici musicali, che lo considerano uno dei suoi migliori lavori.
Il titolo dell'album è la distorsione della parola inglese sleep, dormire, ed è stato scelto dall'artista pensando ai propri sonni disturbati di quel periodo.

## Il disco
Con Shleep, Wyatt consegna al pubblico un'opera tonica, che si discosta dalle malinconiche atmosfere dei lavori precedenti. Passa con grazia tra le atmosfere di serenità e di introspezione che caratterizzano l'album, dando un ennesimo saggio dell'anticonvenzionalità che lo ha sempre contraddistinto. Il sound rappresenta un altro passo della ricerca sonora intrapresa già nei suoi primi lavori degli anni sessanta.
Ha potuto lavorare con calma alla realizzazione del disco grazie all'offerta di Phil Manzanera, che gli ha messo a disposizione il suo studio di registrazione di Chertsey, alle porte di Londra, tra l'autunno del 1996 e la primavera del 1997. I dodici musicisti che collaborano e si alternano nei brani dell'album sono stati scelti con cura da Wyatt, che ha invitato ognuno di essi ritenendo fosse il più adatto per suonare i brani in cui appare nell'album. La scelta è stata determinata anche da criteri caratteriali e di rigore intellettuale.
Partecipa al disco anche la moglie Alfreda Benge, che collabora alla stesura dei testi, canta e, come di consueto, disegna la copertina.

## Tracce
Tutti i brani sono composti da Robert Wyatt e Alfreda Benge, eccetto dove indicato.
1. Heaps of Sheeps – 4:56
2. The Duchess (Wyatt) – 4:18
3. Maryan (Wyatt, Philip Catherine) – 6:11
4. Was a Friend (Wyatt, Hugh Hopper) – 6:09
5. Free Will and Testament (Wyatt, Mark Kramer) – 4:13
6. September the Ninth – 6:41
7. Alien – 6:47
8. Out of Season – 2:32
9. A Sunday in Madrid – 4:41
10. Blues in Bob Minor (Wyatt) – 5:46
11. The Whole Point of No Return (Paul Weller) – 1:25

### Bonus track
Nella sola edizione giapponese, pubblicata dalla Videoarts Music (VACK-1132) nel 1997, è stato aggiunto il brano September in the Rain, rifacimento di una canzone degli anni cinquanta in cui si esibiscono Wyatt alla voce e Weller alla chitarra acustica.
- September in the Rain (Harry Warren, Al Dubin) – 2:31

## Musicisti
- Gary Azukx - djembe in Alien
- Alfreda Benge - coro in The Whole Point of No Return e voce in Was a Friend
- Philip Catherine - chitarra in Maryan
- Brian Eno - sintetizzatore in Heaps of Sheeps, The Duchess e A Sunday in Madrid; coro in Heaps of Sheeps e The Whole Point of No Return
- Jamie Johnson - chitarra in Heaps of Sheeps e coro in The Whole Point of No Return
- Phil Manzanera - chitarra in Alien
- Chucho Merchan - contrabbasso e percussioni in Maryan; basso e grancassa in Alien
- Evan Parker - sax soprano in The Duchess e A Sunday in Madrid; sax tenore in September the Ninth
- Charles Rees - coro in The Whole Point of No Return
- Chikako Sato - violino in Maryan
- Paul Weller - chitarra in Free Will and Testament e Blues in Bob Minor, voce in Free Will and Testament e coro in The Whole Point of No Return
- Annie Whitehead - trombone in September the Ninth e Out of Season
- Robert Wyatt - voce e tastiere; basso in Heaps of Sheeps, Was a Friend, September the Ninth, Out of Season e A Sunday in Madrid, violino in The Duchess, tromba in  Maryan, Was a Friend, Out of Season e The Whole Point of No Return, percussioni in Heaps of Sheeps, The Duchess, Was a Friend, Free Will and Testament, September the Ninth, Alien, A Sunday in Madrid e Blues in Bob Minor, coro in The Whole Point of No Return

## Pubblicazioni
Il disco viene pubblicato per la prima volta nel 1997, esclusivamente come CD, dalla Hannibal Records (HNCD 1418) del produttore Joe Boyd. L'edizione del 2008 viene pubblicata dalla Domino Recording Company, sia come doppio LP (REWIGLP45) che come CD (REWIGCD45).